# Іван Вдович
Іван «Івіца» Вдович на прізвисько VD (*23 лютого 1960 — †25 вересня 1992) був югославським музикантом, барабанником югославських рок-гуртів Suncokret, Šarlo Akrobata та Katarina II.
Вдович почав грати на барабанах у колективі Limunovo drvo, який створили Мілан Младенович та Гагі Михайлович — учні того ж навчального закладу в якому він сам навчався. Також він недовго пробув барабанником колективу Suncokret, але відомим він став саме як барабанник легендарного белградського гурту Шарло Акробата, іншими учасниками якого були Мілан Младенович та Душан Коя. З цим гуртом він залишався з квітня 1980 по жовтень 1981 року. Після розвалу Шарло, він приєднався до Младеновича, Стефанович та Чечара, які грали у щойноствореному колективі Katarina II. Після того, як Міхайлович залишив колектив, назву було змінено на Екатарина Велика, але Іван пробув у складі цієї групи недовго- він залишив колектив у 1985 році.
У тому ж році він зробив тест на СНІД, який дав позитивний результат. Він помер 25 вересня 1992 року. Похований у Белграді.